# 스트레사알피노모타로네 케이블카 추락 사고
스트레사알피노모타로네 케이블카 추락 사고는 2021년 5월 23일 이탈리아 피에몬테주 마조레 호수 근처서 운행되던 스트레사알피노모타로네 케이블카가 모타로네산 정상에서 약 300미터의 위치에서 단선되어 지상에 추락한 사고이다. 이 사고로 14명이 사망하고 어린이 1명이 부상을 입었다.

## 조사
2021년 5월 26일 케이블카 담당 직원 3명 체포되었다. 이들은 고장이 반복돼 계속 정지되자 고의로 자동비상브레이크를 해제한 상태였다.

## 같이 보기
- 사망자수 순 사고 목록